# Лёгкие крейсера типа «Де Грасс»
Лёгкие крейсера типа «Де Грасс» — тип лёгких крейсеров французского флота, планировшихся к постройке в канун Второй мировой войны. Всего намечалось построить 3 единицы: «Де Грасс» (фр. De Grasse), «Шаторено» (фр. Chateaurenault), «Гишен» (фр. Guichen). Должны были стать дальнейшим развитием крейсеров типа «Ла Галиссоньер». Фактически, до начала войны успели заложить лишь головной крейсер проекта — «Де Грасс». Его строительство было прекращено после капитуляции Франции. После окончания войны «Де Грасс» достраивался по совершенно новому проекту и вошёл в строй в 1956 году как крейсер ПВО.

## Разработка проекта
Разработка проекта «Де Грасс» началась в 1937 году, в соответствии с очередной кораблестроительной программой. За основу были взяты чертежи лёгких крейсеров типа «Ла Галиссоньер», счтитавшихся весьма удачными кораблями. От предшествующего типа «Де Грасс» должен был отличаться более протяжённым полубаком, иной компоновкой машинных отделений и заметно более развитой надстройкой. Силовая установка оставалась двухвальной, но её мощность возрастала до 110 000 л.с., что должно было обеспечить максимальную скорость 35 узлов и максимальную продолжительную скорость 33 узла. При этом все дымоходы выводились в одну трубу. Авиационный ангар переносился с кормы в середину корабля, там же размещались и катапульты. Бронирование должно было, в целом, повторять тип «Ла Галиссоньер».
Главный калибр должен был оставаться тем же, что и на «ла Галиссоньерах», но система управления огнём должна была стать новой, разработанной на базе аппаратуры, применявшейся на линкорах типа «Ришельё». Число спаренных 90-мм установок сокращалось до трёх, но благодаря их новому размещению, количество стволов, способных вести огонь на один борт оставалось прежним. Усиливалась лёгкая зенитная артиллерия за счёт применения новейших на тот момент 37-мм зенитных автоматов M1935.

## Постройка
Заказ на строительство головного корабля серии выдали 18 октября 1938 года. Закладка «Де Грасса» на верфи арсенала Лорьяна состоялась 28 августа 1939 года. С началом полномасштабных боевых действий во Второй мировой войне, все работы приостановили. В июне 1940 года недостроенный корпус крейсера захватили немецкие войска. В августе 1942 года кораблестроительное управление Кригсмарине предложило достроить «Де Грасс» как авианосец.
Проект перестройки был утверждён в январе 1943 года, хотя ещё ранее, в ноябре 1942 года, при изучении состояния корабля, были высказаны большие сомнения в осуществимости этой идеи. Турбины и котлы крейсера ещё не были загружены на борт и находились в цехах, многое из вспомогательного оборудования отсутствовало. Состояние корабля и его механизмов было неудовлетворительным. Французские стандарты кораблестроения существенно отличались от немецких, особенно в плане компоновки водонепроницаемых отсеков. В феврале 1943 года было принято решение отказаться от реализации проекта.
Проект авианосца на базе  «Де Грасса» предполагал создание корабля со стандартным водоизмещением 9900 тонн, полным — 11 400 тонн. Вооружение должны были составить шесть спаренных 105-мм зенитных орудий, шесть спаренных 37-мм орудий и шесть счетверённых 20-мм орудий. Состав авиагруппы планировался из 23 машин: 11 истребителей и 12 бомбардировщиков-торпедоносцев. Скорость должна была достигать 32 узлов.
К строительству «Де Грасса» французы вернулись после окончания Второй мировой войны. 11 сентября 1946 года крейсер был спущен на воду. Однако вскоре достройку приостановили и решили радикально переработать проект. Корабль вошедший в строй в 1956 году настолько отличался от первоначально задуманного, что уже имел отдалённое отношение к типу лёгких крейсеров. Два других крейсера, «Шаторено» и «Гишен», планировали заказать по программам 1938 года частным верфям в Ла-Сене и Бордо, однако заказы так и не были выданы.